# 処方箋発行医療機関コード
処方箋発行医療機関コード（しょほうせんはっこういりょうきかんコード）は、日本の公的医療保険制度において診療・調剤・療養にかかる事務のため、医療機関などを識別する目的で使われている計10桁の番号である。保険医療機関コード、保険機関コード、医療機関等コードなどとも呼ばれる。
身近なところでは保険処方箋に記載されているほか、医療機関などが保険者とやり取りするレセプト（診療報酬明細書、調剤報酬明細書）にも記載され、突合点検（処方箋発行元の医科・歯科レセプトと調剤レセプトを患者単位で照合して点検）を容易にし、診療・調剤報酬審査に活用されている。

## 構成
医科および歯科の診療報酬明細書には医療機関コードが、調剤報酬明細書には薬局コードが、また訪問看護療養費請求書や訪問看護療養費明細書には訪問看護ステーションコードが記載される。これらはいずれも7桁で原則的に都道府県の中の行政区画（郡、市、区）ごとに採番されるが、末尾の検証番号は2桁の都道府県番号および1桁の点数表番号（または算定表番号）と合わせて算出することになっている。したがってこれらを合わせた10桁で1つのコード体系を構成しているといえる。
10桁の内訳は以下の通りである。
- 最初の2桁 全国地方公共団体コードの都道府県コード（ISO 3166-2:JP）
  - 都道府県ごとの番号。
- 3桁目 点数表番号（または算定表番号）
  - 「1」は医科、「3」は歯科、「4」は調剤、「6」は訪問看護ステーションである。[注釈 1]
  - ひとつの医療機関に医科と歯科が併存する場合にはそれぞれ別のコードが与えられる。そのため、レセプトコンピュータでは一医療機関に対して医科と歯科の両方のコードを設定できるようになっている。
- 下7桁 医療機関コード（または薬局コード、訪問看護ステーションコード）
  - 郡市区番号（2桁）+ 医療機関番号（4桁）+ 検証番号（1桁）で構成される。
  - 郡市区番号は地方厚生局が独自に設定している。郡、市、区といった行政区画に対応している以外に、例外的な番号が用いられているケースもある。
  - 設定要領によれば、医療機関番号は医科が1000～2999、歯科が3000～3999の中から指定される。同様に薬局コードの場合には薬局番号4000～4999、訪問看護ステーションコードの場合にはステーション番号9000～9499が用いられる。いずれの場合も、x90xとxx90は欠番として使用されない。しかしこれらに反するコードは枚挙に暇がない。
  - 検証番号はLuhnアルゴリズムで算出する。なお設定要領では都道府県番号および点数表番号を含む9桁に対し算出することとなっているが、埼玉県、千葉県、東京都、神奈川県については医療機関コードのみで算出された番号が指定されている。
  - 各地域を所管する厚生労働省の地方支分部局である地方厚生局のホームページ等で確認できる。

## 沿革
- 1967年（昭和42年） - 東京都、神奈川県、埼玉県、千葉県の4都県における社会保険診療報酬支払基金の計算事務機械化により7桁の医療機関コードが導入される。[2]
- 1976年（昭和51年） - 請求事務の一本化により、医療機関コードが法令上診療報酬請求書などに記載されることになる。コードの設定は国の機関委任事務として都道府県に移管された。[3]
- 2000年（平成12年）4月1日 - 地方分権一括法施行により機関委任事務が廃止され、コードの設定は新たに設置された地方社会保険事務局に移管された。
- 2008年（平成20年）10月1日 - 地方社会保険事務局が行っていた保険医療機関・保険薬局に対する行政事務が地方厚生局に移管されたことにより、コードの設定も地方厚生局が行うこととなった。
- 2010年（平成22年）4月1日 - 「診療報酬請求書等の記載要領等について」の一部改正（保医発0907第5号）により、処方箋様式に処方箋を交付した保険医療機関の医療機関コード等の記載を加えることとなった。[4]

## 拡張
健診等機関コード
特定健康診査や特定保健指導を実施する機関のコード。保険医療機関である場合は上記のコードをそのまま利用し、それ以外の機関については3桁目の機関区分コード（点数表番号に相当）が「2」であるようなコードが社会保険診療報酬支払基金によって設定されている。社会保険診療報酬支払基金のウェブサイトで検索できる。
介護保険事業所番号
介護保険法にもとづく介護給付費請求のために使われる事業所のコード。保険医療機関である場合は上記のコードをそのまま利用し、それ以外の機関については同様のコードが設定される。3桁目の事業所区分コード（点数表番号に相当）は「0」（地域包括支援センター、および介護予防・日常生活支援総合事業（経過措置）事業所）、「5」（老人保健施設）「7」（指定事業所）「8」（基準該当事業所）「9」（地域密着型サービス事業所）「A」（介護予防・日常生活支援総合事業事業所）「B」（介護医療院）のいずれかであり、検証番号の算出にあたっては「A」を10、「B」を11とみなす。